# Scandinavian Airlines

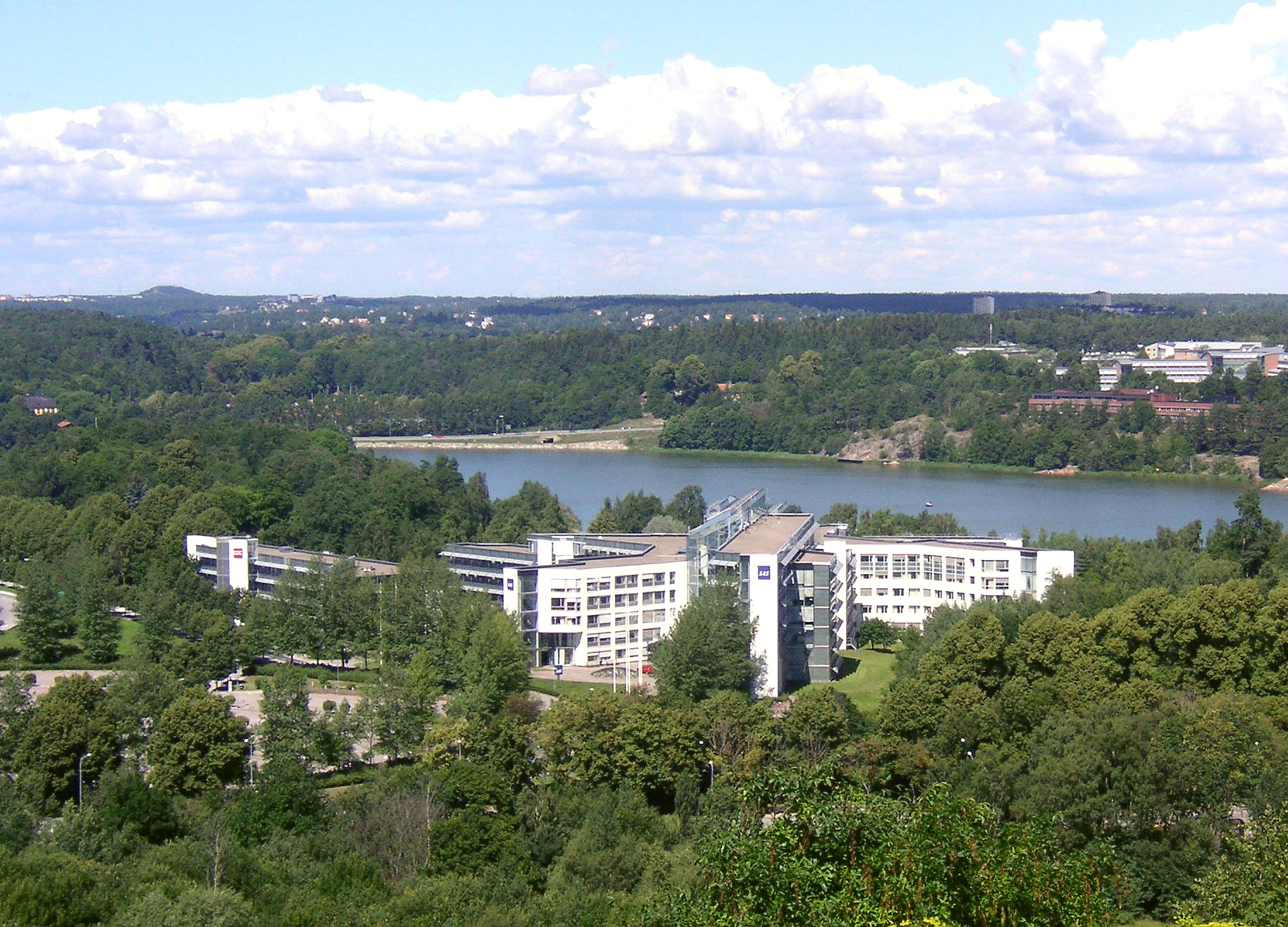
Главный офис Scandinavian Airlines (SAS Frösundavik Office Building)

Скандинавские авиалинии (SAS) (англ. Scandinavian Airlines System — Скандинавская система авиалиний) — мультинациональная авиакомпания (Дания, Норвегия и Швеция), ведущий перевозчик Скандинавских стран, базируется в Стокгольме, Швеция, принадлежит SAS AB. Член-основатель Star Alliance. Учредитель Air Greenland, Linjeflyg, Spanair, Thai Airways International, а также бывшего чартерного оператора Scanair. У SAS три основных перевалочных центра (хаба) — Копенгаген, Стокгольм-Арланда и Осло. В 2006 году Скандинавские авиалинии перевезли 25 млн пассажиров, SAS Group в целом — 38,6 млн пассажиров.

## История
Авиакомпания была основана 1 августа 1946 года, когда Det Danske Luftfartselskab A/S, Svensk Interkontinental Lufttrafik AB и Det Norske Luftfartselskap AS (флагманские перевозчики Дании, Швеции и Норвегии) создали партнёрства для организации международного авиасообщения в Скандинавии. Работа новой компании началась 17 сентября 1946 года. Компании координировали европейские рейсы с 1948 года, а в 1951 году они окончательно объединились в SAS Consortium. В итоге капитал компании был распределён между SAS Danmark (28,6 %), SAS Norge (28,6 %) и SAS Sverige (42,8 %), которые в свою очередь на 50 % принадлежали частным инвесторам, а на 50 % — правительствам своих стран.

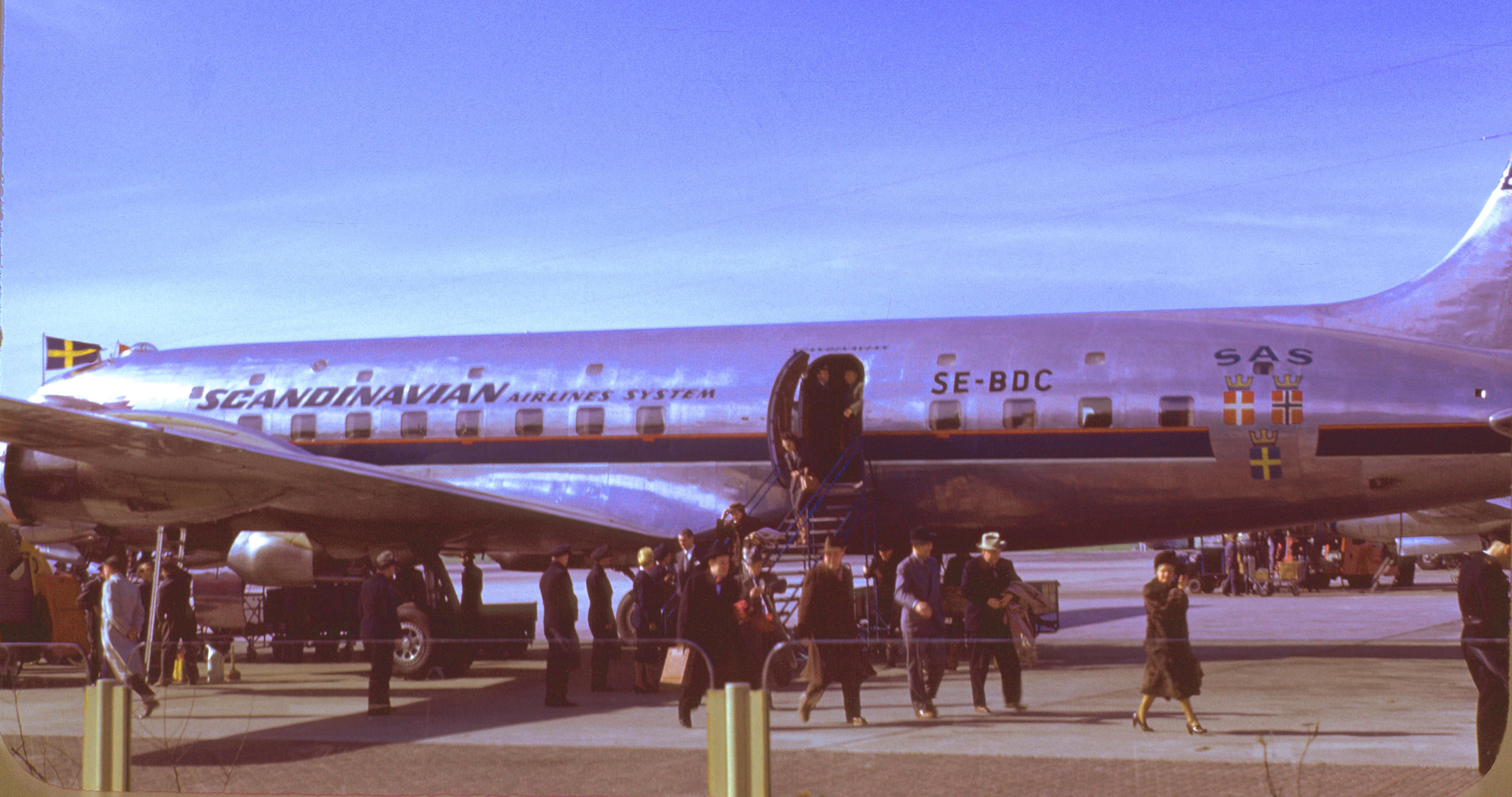
Высадка пассажиров из DC-6 SAS

В 1954 году SAS стала первой авиакомпанией в мире, которая стала совершать трансполярные рейсы. Это были рейсы из Копенгагена в Лос-Анджелес с посадкой в Сондре Стормфьёрд в Гренландии, они получили популярность среди голливудских знаменитостей и бизнесменов для поездок в Европу. Популярность этим рейсам обеспечили свободный транзит в европейские страны и низкая стоимость билетов.
В 1957 году SAS стала первой авиакомпанией, открывшей «кругосветный рейс через Северный полюс», проходящий через Северный полюс, Копенгаген — Анкоридж — Токио. SAS вошла в реактивную эру в 1959 году, первым её реактивным самолётом стала Caravelle. В 1971 году SAS начал рейсы на Boeing 747.
SAS заняла большую часть местного рынка авиаперевозок во всех трёх странах, кроме того ей стали принадлежать доли в региональных авиакомпаниях, в том числе Braathens и Widerøe в Норвегии, Linjeflyg и Skyways Express в Швеции и Cimber Air в Дании. В 1989 году SAS имела 18,4 % Texas Air Corporation, материнской компании Continental Airlines, с которой находилась в альянсе. Впоследствии эти акции были проданы. В 1990-е годы SAS приобрела 20 % акций British Midland у Lufthansa, которая владела 49,9 % акций этого перевозчика. SAS приобрела 95 % акций Spanair, второго по размеру перевозчика Испании, а также Air Greenland. На данный момент существуют планы продать акции других перевозчиков.
В мае 1997 года SAS стала членом-основателем Star Alliance вместе с Air Canada, Lufthansa, Thai Airways International и United Airlines. Четырьмя годами ранее SAS предпринимала неудавшуюся попытку слияния с KLM, Austrian и Swissair, проект носил название Alcazar.
Структура собственников SAS изменилась в июне 2001 года, когда собственность компании была разделена между правительствами Швеции (21,4 %), Норвегии (14,3 %) и Дании (14,3 %), а оставшиеся 50 % были проданы на открытых торгах частным инвесторам.
В начале 2003 года в рамках концерна была основана авиакомпания Snowflake Airlines, которая задумывалась как перевозчик-лоукостер для совершения сезонных рейсов в районы крупных туристических мест, а также в крупные транзитные аэропорты на европейском направлении. В конце 2004 года данная компания в рамках реструктуризации была реорганизована в пользу других компаний из состава концерна Scandinavian Airlines.
В 2004 году Scandinavian Airlines System (SAS) была разделена на 4 компании: SAS Scandinavian Airlines Sverige AB, SAS Scandinavian Airlines Danmark AS, SAS Braathens AS и SAS Scandinavian International AS. SAS Braathens сменила название на SAS Scandinavian Airlines Norge AS в 2007 году.

## Подразделения
Scandinavian Airlines International SAS
Подразделение SAS International Group, обслуживающее дальнемагистральные международные рейсы в Северную Америку и Азию с главным хабом в Копенгагене, а также хабом в Стокгольме. Scandinavian Airlines International также занимаются всем операциями за пределами Скандинавии. В Scandinavian Airlines International работает около 900 сотрудников.
Scandinavian Airlines Danmark
Подразделение обслуживает рейсы из Копенгагена в европейские страны, рейс из Копенгагена в Осло, а также местные рейсы в Дании. Scandinavian Airlines DK занимается продажей услуг в Дании. В компании работает около 2800 сотрудников.
Scandinavian Airlines Sverige
Подразделение обслуживает рейсы из Стокгольма в европейские страны, а также местные рейсы в Швеции. Scandinavian Airlines Sweden занимается продажей услуг в Швеции. В компании работает около 2500 сотрудников.
Scandinavian Airlines Norge
Scandinavian Airlines Norge — результат слияния SAS Norway и Braathens. Авиакомпания изначально называлась SAS Braathens, но изменила название на Scandinavian Airlines Norge в 2007 году. SAS Norge обслуживает местные рейсы в Норвегии, а также рейсы из Норвегии в другие страны Европы. SAS Norge занимается продажей услуг в Норвегии. В компании работает около 3500 сотрудников.
SAS Business Opportunities

## Флот
См. также Флот SAS Group
В сентябре 2023 года флот SAS Scandinavian Airlines состоял из 95 самолётов, средний возраст которых 9,0 лет:

### Были в эксплуатации
| Тип                           | Годы      | Направления                                                   | Примечания |
| ----------------------------- | --------- | ------------------------------------------------------------- | ---------- |
| Boeing B-17 «Flying Fortress» | 1946      | Дальнемагистральные                                           | отABA      |
| Junkers Ju 52                 | 1946—1956 | Норвегия (местные)                                            | от DNL     |
| Douglas DC-3                  | 1946—1957 | Европа                                                        |            |
| Douglas DC-4                  | 1946—1956 | Дальнемагистральные                                           |            |
| Short S.25 Sandringham        | 1948—1951 | Норвегия (местные)                                            | отDNL      |
| Douglas DC-6                  | 1948—1960 | Дальнемагистральные                                           |            |
| Douglas DC-6B                 | 1952—1964 | Дальнемагистральные                                           |            |
| Convair Metropolitan          | 1956—1970 | Европа и местные                                              |            |
| Convair 990                   |           | Европа                                                        |            |
| Sud Aviation Caravelle III    | 1959—1974 | Европа и местные                                              |            |
| Douglas DC-7                  | 1956—1967 | Дальнемагистральные                                           |            |
| Douglas DC-8                  | 1960—1985 | Дальнемагистральные                                           |            |
| McDonnell Douglas DC-9        | 1968—2003 | Европа и местные                                              |            |
| Fokker F28                    | 1973—1999 | Европа и местные                                              |            |
| McDonnell Douglas DC-10       | 1974—1991 | Дальнемагистральные                                           |            |
| Boeing 747                    | 1971—1989 | Дальнемагистральные (Лос-Анджелес, Нью-Йорк и Дальний Восток) |            |
| Airbus A300                   | 1980—1987 | Европа                                                        |            |
| Fokker F27                    | 1984—1998 | Европа и местные                                              |            |
| Boeing 767                    | 1989—2004 | Дальнемагистральные                                           |            |
| Saab 2000                     | 1997—2003 | Европа и местные                                              |            |
| Bombardier Dash 8 Q400        | 2000—2007 | Европа и местные                                              |            |

### Отказ от Dash 8 Q400
28 октября 2007 года было объявлено, что совет директоров принял решение о выводе из эксплуатации всех 27 de Havilland Canada Dash 8-400 (Q400) в связи с дефектом шасси.

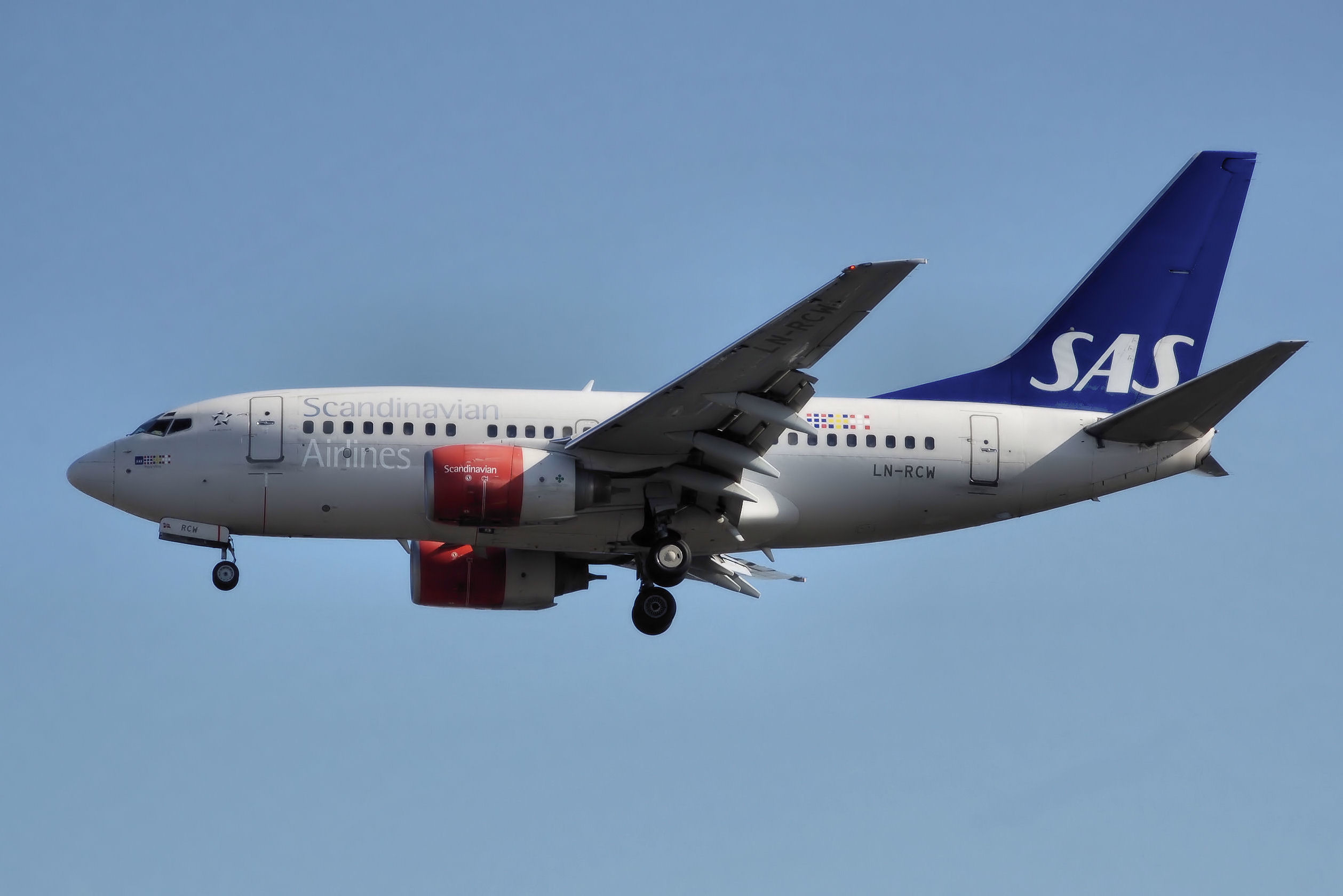
Boeing 737-600

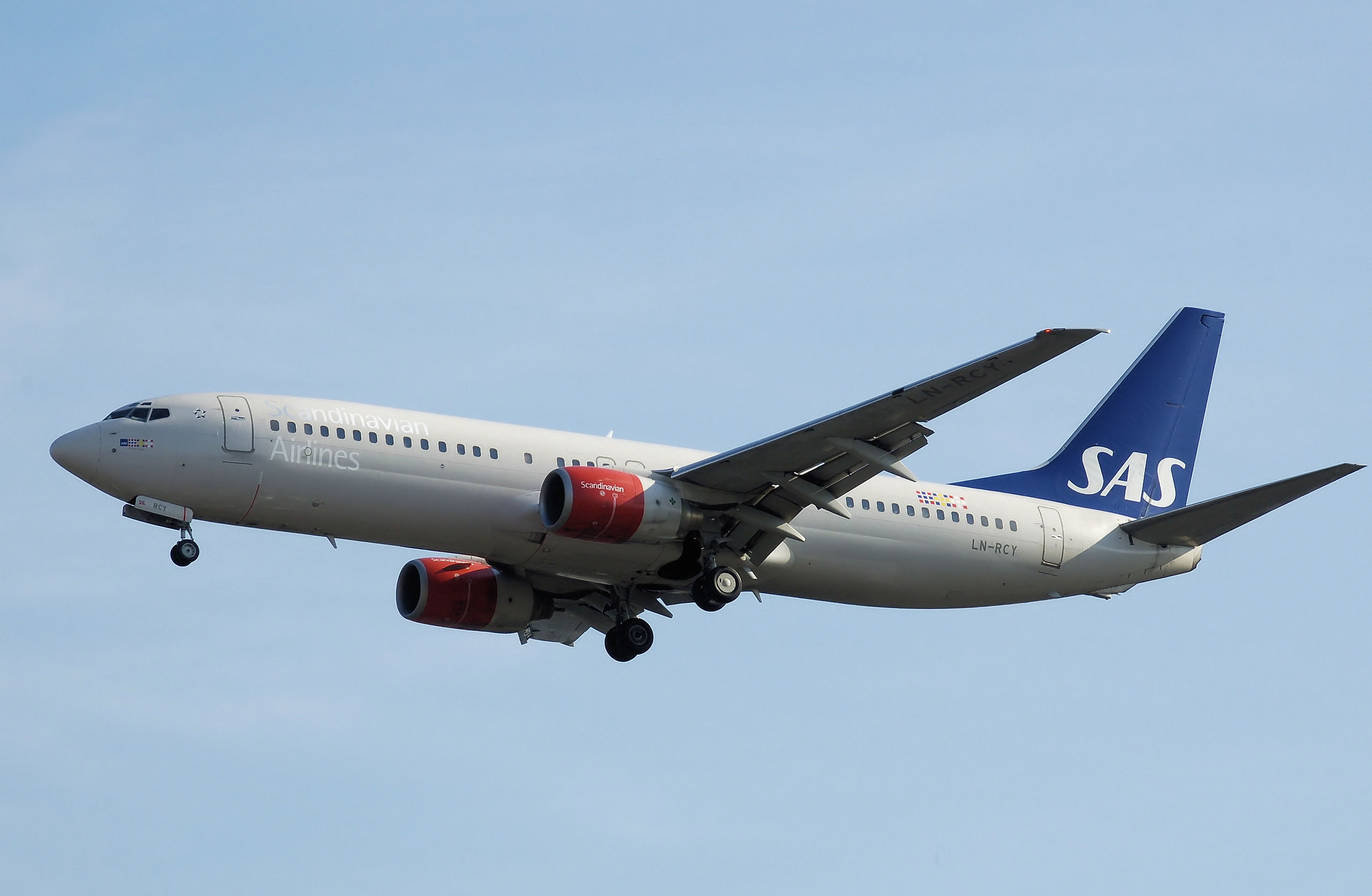
Boeing 737-800

## Инциденты и авиакатастрофы
| Дата       | Воздушное судно | Бортовой номер | Место              | Жертвы                                         | Описание |
| ---------- | --------------- | -------------- | ------------------ | ---------------------------------------------- | --- |
| 4.07.1948  | Douglas DC-6B   | SE-BDA         | Нортвуд, Англия    | 32/32                                          | Столкнулся с британским военным самолётом Avro York |
| 19.01.1960 | Caravelle III   | OY-KRB         | Анкара, Турция     | 42/42                                          | Разбился около Анкары |
| 13.01.1969 | Douglas DC-8    | LN-MOO         | Лос-Анджелес, США  | 15/45                                          | Сел на воду во время посадки |
| 19.04.1970 | Douglas DC-8    | SE-DBE         | Рим, Италия        | 0                                              | При взлёте загорелся двигатель. Самолёт сгорел, обошлось без жертв |
| 30.01.1973 | Douglas DC-9    | LN-RLM         | Осло, Норвегия     | 0                                              | Упал на лед при попытке отмены взлёта. Самолёт затонул через 20 минут, обошлось без жертв |
| 28.02.1984 | Douglas DC-10   | LN-RKB         | Нью-Йорк, США      | 0                                              | В результате ошибок экипажа при попытке сесть в аэропорту Кеннеди приземлился в 4700 футах позади начала полосы, выехал за её конец и остановился в канале для приёма приливной воды |
| 23.02.1987 | Douglas DC-9    | -              | Тронхейм, Норвегия | 0                                              | Сильно ударился о ВПП в результате ошибок пилота, получил серьёзные повреждения, но зашёл на второй круг и сумел приземлиться |
| 27.12.1991 | MD-81           | OY-KHO         | Стокгольм, Швеция  | 0                                              | Вскоре после взлёта отказали двигатели вследствие попадания в них незамеченного прозрачного льда с крыльев и ложного срабатывания новой системы автоматического увеличения тяги при взлёте. Пилотам удалось произвести аварийную посадку на поляне в лесу неподалёку от деревни Готтрёра. |
| 8.10.2001  | MD-87           | SE-DMA         | Милан, Италия      | 118/110 (110 в MD-87, 4 в Cessna и 4 на земле) | Столкнулся с небольшим самолётом Cessna. Расследование показало, что вина лежит на диспетчерах |
| Осень 2007 | Dash 8-400      | -              | -                  | -                                              | Имели место 3 инцидента с шасси, что привело к отказу SAS от эксплуатации этого типа |
| 23.08.2010 | Boeing 737-600  | -              | -                  | 0 (1 получил сильные травмы)                   | При попадании в зону турбулентности стюардесса получила сильные травмы |

### Сайты компании
- SAS website
- SAS.mobi mobile website (недоступная ссылка)
- SAS Denmark website
- SAS Norway website
- SAS Sweden website
- SAS Group corporate website
- SAS Flight Operations

### База данных авиакатастроф
- AirDisaster.Com Accident Database Архивная копия от 1 января 2012 на Wayback Machine